# Elfriede Suppe
Elfriede Suppe (* 29. Dezember 1908 in Soest; † 6. November 1996) war eine deutsche Bürstenmacherin und ein regional bekanntes Soester Original. Die Elfriede-Suppe-Stiftung ist nach ihr benannt.

## Leben und Wirken

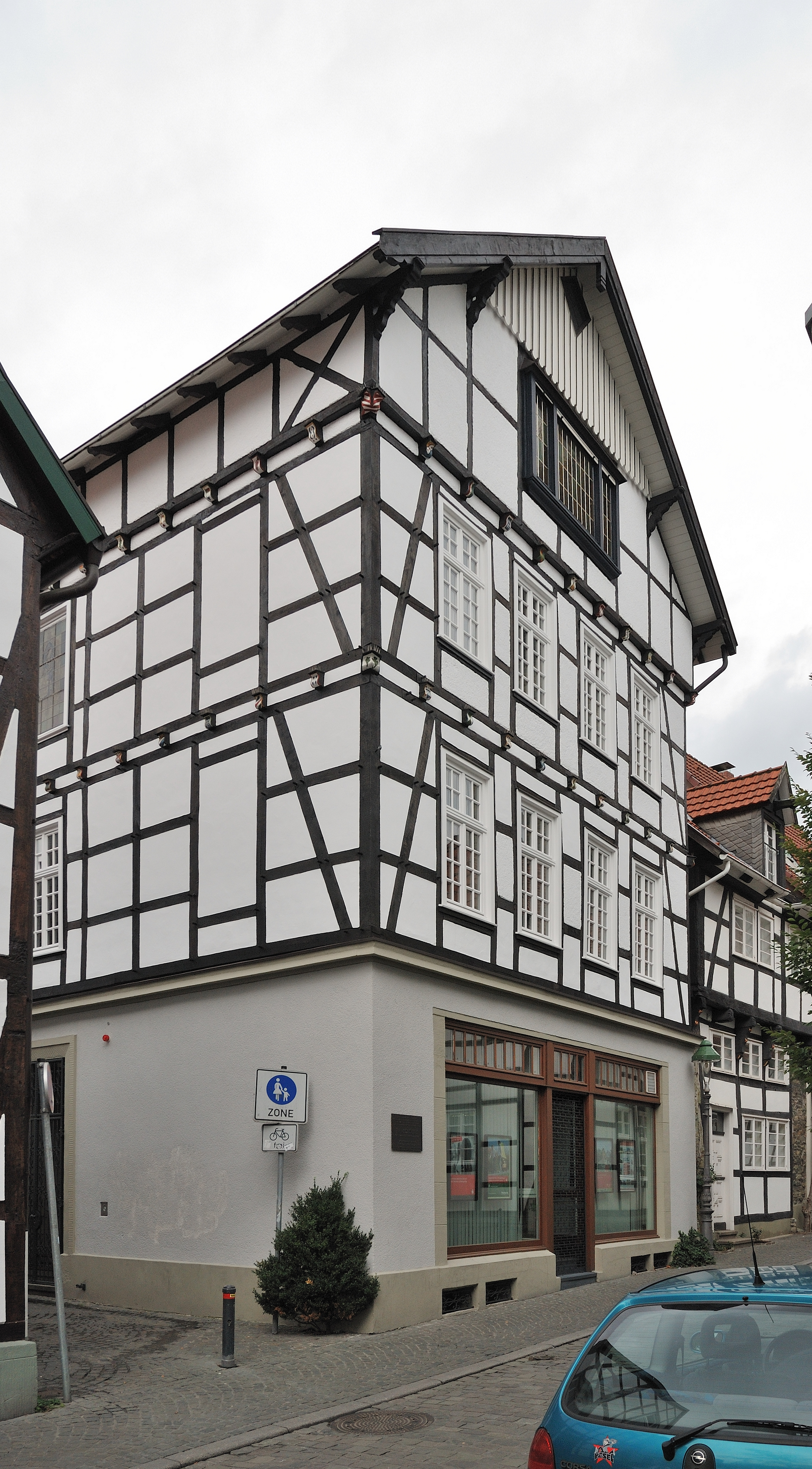
Frontansicht des Hauses mit Gedenktafel, in deren Erdgeschoss sich der Bürstenmacherladen Suppe befand

Elfriede Suppe war das jüngste von fünf Kindern (zwei Brüder, zwei Schwestern) des Soester Bürstenmachers Carl Suppe, der seit 1894 Bürsten in Soest herstellte. Frau Suppe übernahm das Geschäft 1971 von ihrem Bruder Karl und führte es bis 1994, 100 Jahre nach Geschäftseröffnung und zwei Jahre vor ihrem Tod im Alter von 86 Jahren. Sie ist Gegenstand zahlreicher Anekdoten in Soest und Umgebung. Die 1999 gegründete Elfriede-Suppe-Stiftung, deren Stiftungskapital (2008: 250.000 €) aus dem Verkauf des Hauses Petristraße 5 in Soest stammt, ist eine Hospiz-Stiftung.
An Elfriede Suppes Geschäft in der Petristraße 5 befindet sich eine Gedenktafel zu ihren Ehren.

## Ausstellungen
- Bürsten Besen und mehr – Der Soester Bürstenmacherbetrieb Suppe, Handwerksmuseum Ovelgönne, 21. Mai 2006 – 15. Oktober 2006
- 100 Jahre Elfriede Suppe – Ausstellung über das Bürstenmacherhandwerk, Immobiliencenter der Sparkasse Soest, 22. Dezember 2008 – 9. Januar 2009
- Ausgestellte Teile der Sammlung Suppe im Burghofmuseum Soest.

## Veröffentlichungen
- Kirsten Ulrike Maaß: Ein Bürstenmacherbetrieb im 20. Jahrhundert in einer westfälischen Mittelstadt. Dissertation, Münster 2008
- ORTSGESPRÄCH Diesen Monat wäre Bürstenmacherin Elfriede Suppe 100 Jahre alt geworden. In: Soester Anzeiger, Rubrik: Soest, Freitag, 5. Dezember 2008 (eine Seite, mit Fotos)